# Lo Plan de la Tor
Lo Plan de la Torre (en francès Le Plan-de-la-Tour) és un municipi francès situat al departament del Var i a la regió de Provença – Alps – Costa Blava.

## Demografia
| 1962                                       | 1968  | 1975  | 1982  | 1990  | 1999  | 2006  |
| ------------------------------------------ | ----- | ----- | ----- | ----- | ----- | ----- |
| 820                                        | 1.036 | 1.260 | 1.448 | 1.991 | 2.380 | 2.700 |
| Des de 1962: població sense dobles comptes |       |       |       |       |       |       |

## Administració
| Període   | Identitat         | Partit |
| --------- | ----------------- | ------ |
| 1945-1947 | Georges Gautier   |        |
| 1947-1991 | Marcel Aumeran    |        |
| 1991-1995 | Pierre Jaudel     |        |
| 1995-     | Florence Lanliard |        |

## Personatges relacionats
Vanessa Paradis i Johnny Depp hi tenen una mansió.